# Tijucameria
Genre
Tijucameria est un genre de collemboles de la famille des Neanuridae.

## Distribution
Les espèces de ce genre sont endémiques du Brésil.

## Liste des espèces
Selon Checklist of the Collembola of the World (version du 3 novembre 2019) :
- Tijucameria gabrieli de Mendonça & Silveira, 2012
- Tijucameria mame de Mendonça & Fernandes, 2005

## Publication originale
- de Mendonça & Fernandes, 2005 : A new genus and a new species of Pseudachorutini from the southeastern Brazil (Collembola, Neanuridae, Pseudachorutinae). Revista Brasileira de Zoologia, vol. 22, no 3, p. 699-701 (texte intégral).